# Неверский сельсовет
Неве́рский сельсове́т — сельское поселение в Сковородинском районе Амурской области.
Административный центр — село Невер.

## История
11 апреля 2005 года в соответствии с Законом Амурской области № 473-ОЗ муниципальное образование  наделено статусом сельского поселения.

## Население
| 2002  | 2010  | 2011  | 2012  | 2013  | 2014  | 2015  |
| ----- | ----- | ----- | ----- | ----- | ----- | ----- |
| 2230  | ↘1776 | ↘1769 | ↘1715 | ↘1679 | ↘1629 | ↘1617 |
| 2016  | 2017  | 2018  | 2021  |       |       |       |
| ↘1595 | ↘1586 | ↘1565 | ↘1194 |       |       |       |

## Состав сельского поселения
| № | Населённый пункт | Тип населённого пункта       | Население |
| - | ---------------- | ---------------------------- | --------- |
| 1 | Невер            | село, административный центр | ↘1170     |
| 2 | Ульручьи         | железнодорожная станция      | ↘165      |

### Упразднённые населённые пункты
- Ковали — посёлок железнодорожной станции, упразднён в 2003 году[15]